# Encyocrypta oubatche
Espèce
Encyocrypta oubatche est une espèce d'araignées mygalomorphes de la famille des Barychelidae.

## Distribution
Cette espèce est endémique de Nouvelle-Calédonie. Elle se rencontre vers Oubatche.

## Description
La femelle holotype mesure 11 mm.

## Étymologie
Son nom d'espèce lui a été donné en référence au lieu de sa découverte, Oubatche.

## Publication originale
- Raven & Churchill, 1991 : A revision of the mygalomorph spider genus Encyocrypta Simon in New Caledonia (Araneae Barychelidae). Zoologia Neocaledonica, vol. 2, Mémoires du Muséum National d'Histoire Naturelle de Paris, sér. A, vol. 149, p. 31-86.